# Рювиньи
Рювиньи́ (фр. Ruvigny) — коммуна во Франции, находится в регионе Шампань — Арденны. Департамент — Об. Входит в состав кантона Люзиньи-сюр-Барс. Округ коммуны — Труа.
Код INSEE коммуны — 10332.
Коммуна расположена приблизительно в 150 км к юго-востоку от Парижа, в 80 км южнее Шалон-ан-Шампани, в 9 км к востоку от Труа. Стоит на реке Барс.

## Население
Население коммуны на 2008 год составляло 427 человек.
| 1962 | 1968 | 1975 | 1982 | 1990 | 1999 | 2008 |
| ---- | ---- | ---- | ---- | ---- | ---- | ---- |
| 100  | 118  | 160  | 277  | 361  | 383  | 427  |

## Экономика
В 2007 году среди 263 человек в трудоспособном возрасте (15—64 лет) 213 были экономически активными, 50 — неактивными (показатель активности — 81,0 %, в 1999 году было 70,3 %). Из 213 активных работали 204 человека (108 мужчин и 96 женщин), безработных было 9 (4 мужчины и 5 женщин). Среди 50 неактивных 14 человек были учениками или студентами, 25 — пенсионерами, 11 были неактивными по другим причинам.